# Albert Callay
Eugène-Albert-Athanase Callay (né le 21 février 1822 à Montcornet (Aisne) et mort au Chesne (Ardennes) le 24 mars 1896)  est un botaniste français, classificateur de la flore du département français des Ardennes.

## Biographie
Il est le fils d'un directeur de pensionnat de Montcornet . Il effectua ses études dans le pensionnat de son père, même après la reprise, vers 1832, du pensionnat par l'abbé Poitevin. Il y terminera ses études. C'est au cours de ces études qu'il prit goût pour la botanique.
Il suivit des études de pharmacie à Reims. Il vint s'installer en 1848 à Le Chesne, où il exerça la pharmacie jusqu'en 1880.
Dès son arrivée dans les Ardennes, il entreprit d'étudier la flore de ce département. À cette époque, seule la Thiérache (jusque Rocroi) avait été étudiée par Alexandre de La Fons de Mélicocq. La flore de France de référence à l'époque, celle de Charles Grenier & Dominique Alexandre Godron, citait peu le département des Ardennes.
Il communiqua des spécimens et des renseignements au botaniste belge François Crépin pour ses travaux de rédaction du Manuel de la flore de Belgique, ou Description des familles et des genres, publié en 1860.
En 1874, il soumit ses premiers travaux, sous le titre de « Catalogue méthodique et raisonné de la Flore du département des Ardennes » au jugement de l'Académie des Sciences, travail qui fut couronné, lors de la séance du 20 juin 1875, du Prix de la Fons-Mélicocq 
En 1872, le jeune Émile Bourquelot, alors en stage de pharmacie à Sedan, le rencontre pour la première fois. Callay se montre un mentor précieux et, de là, naîtra une amitié entre ces hommes de deux générations différentes.
Son grand-œuvre est la rédaction du Catalogue raisonné & descriptif des plantes vasculaires du département des Ardennes, « fruit de quarante années d'herborisation et de  recherches, [qui] contient l'énumération de toutes les plantes observées, jusqu'[au jour de son décès], dans les Ardennes et la description d'un grand nombre d'espèces litigieuses qui ont été étudiées comparativement au jardin et dans leurs stations naturelles. »
Il fut amené à démembrer quelques-unes des espèces linnéennes et à établir à côté de l'espèce type un certain nombre d'espèces nouvelles. Il en nomma plusieurs ; quelques-unes lui ont été dédiées.

## Publications
- Catalogue raisonné & descriptif des plantes vasculaires du département des Ardennes, publié par la Société d'histoire naturelle des Ardennes, Charleville : E. Jolly, 1900, 454 pages, précédé d'une notice géologique et d'une étude de géographie botanique des Ardennes  par F. Bestel, et contenant le portrait de l'auteur et la carte géologique coloriée du département des Ardennes.